# Nuttin’ But Love
A Nuttin' But Love a Heavy D & The Boyz formáció ötödik és egyben utolsó stúdióalbuma.
Az album 1994. május 24-én jelent meg az Uptown Records kiadónál. A lemez létrejöttét több producer is segítette, úgy mint DJ Eddie F, Teddy Riley, Marley Marl, Erick Sermon, Kid Capri, Easy Mo Bee, The Trackmasters és Pete Rock. Az első dal bevezetőjében (Friend & Respect) LL Cool J beszél, és közreműködnek még vendégművészek is a lemezen:  Buju Banton, KRS-One, Kool G Rap, Little Shawn, MC Lyte, Martin Lawrence, Pete Rock, Positive K, Q-Tip, Queen Latifah, Spike Lee and Treach.

## Slágerlista és helyezések
A Nuttin' But Love című dal bizonyult a csapat egyik legsikeresebb dalának, mely a Billboard lista 11. helyén végzett, és 1. helyezést ért el a Billboard Top R&B listán. Az album 2x platinalemez státuszt kapott. Az albumról készült négy kislemez is listahelyezett volt. A Nuttin' But Love klipjében Rebecca Gayheart is szerepelt, mint bőrápoló termékeket ajánló reklámarc.

## Számlista
1. Friends & Respect - 5:12
2. Sex Wit You - 4:04
3. Got Me Waiting - 4:31
4. Nuttin' But Love - 3:34
5. Something Goin' On - 3:28
6. This Is Your Night - 3:31
7. Got Me Waiting (Remix) - 6:11
8. Take Your Time - 4:07
9. Spend a Little Time on Top - 3:23
10. Keep It Goin' - 3:59
11. Black Coffee - 4:28
12. Move On - 4:28
13. The Lord's Prayer - :54

## Felhasznált zenei alapok
- "Got Me Waiting"
  - "Don't You Know That?"  Luther Vandross dal
- "Black Coffee"
  - "The Payback"  James Brown dal
  - "Bounce, Rock, Skate, Roll"  Vaughan Mason and Crew dal
- "Nuttin' but Love"
  - "Take Me to the Mardi Gras"  Bob James dal
  - "Ecstasy" by Endgames
  - "My Love (Remix)"  Mary J. Blige feat. Heavy D dal
- "Sex With You"
  - "Help Is on the Way"  The Whatnauts dal
- "Something Goin' On"
  - "Heartbeat"  Taana Gardner dal
- "Spend a Little Time on Top"
  - "Misdemeanor"  Foster Sylvers dal
- "Take Your Time"
  - "Don't Change Your Love"  Five Stairsteps dal
  - "Remind Me"  Patrice Rushendal
- "This Is Your Night"
  - "Ladies' Night"  Kool & the Gangdal
  - "Give Me the Night"  George Bensondal

## Slágerlista
| Lista (1994)              | Peak pozíció |
| ------------------------- | ------------ |
| Billboard Pop Albums      | 11           |
| Billboard Top Soul Albums | 1            |

## Kislemezek
| Év   | Kislemez           | Helyezések | Helyezések | Helyezések |
| Év   | Kislemez           | US Pop     | US R&B     | US Rap     |
| ---- | ------------------ | ---------- | ---------- | ---------- |
| 1994 | "Black Coffee"     | 60         | 14         | 4          |
| 1994 | "Nuttin' But Love" | 40         | 13         | 9          |
| 1994 | "Got Me Waiting"   | 20         | 8          | 1          |
| 1994 | "Sex Wit You"      | -          | -          | 44         |